# 上勒代恩
上勒代恩（法語：Oberrœdern，发音：[obəʁ.ʁødɛʁn] 或 [obəʁ.ʁødəʁn]；德语： Oberrödern ），或纯音译作奥伯勒代恩，是法国下莱茵省的一个市镇，属于阿格诺-维桑堡区和维桑堡县（Wissembourg）。该市镇总面积5平方公里，2009年时的人口为519人。

## 地名
该地名Oberrœdern来源于德语，前缀“Ober-”在德语中意为“上”，而下勒代恩（Niederrœdern，前缀“Nieder-”在德语中意为“下”；此地或纯音译作“尼德勒代恩”）在该地以东约3千米处。

## 人口
上勒代恩人口变化图示